# Andany Trading
Andany Trading este o companie care se ocupă cu vânzarea de mărfuri din România.
Compania a fost înființată în 2003 cu domeniul de activitate „Cultivarea arbuștilor fructiferi, căpșunilor, nuciferilor și a altor pomi fructiferi”.
Este deținută de omul de afaceri Nelu Iordache, care mai deține și companiile Blue Air și Romstrade.
Andany Trading deține o fermă pomicolă la Adunații Copăceni, care produce cireșe, mere, pere, piersici, prune, zmeură, coacăze, struguri, și două hale industriale pentru depozitare, construite în 2007 și în 2009, în urma unei investiții de 850.000 de euro.
În septembrie 2010, suprafața fermei pomicole era de 80 de hectare.
Compania deține marca „La Moșie”.
Număr de angajați în 2010: 51
Cifra de afaceri în 2009: 109,4 milioane euro